# 능동적 외계 지능 찾기

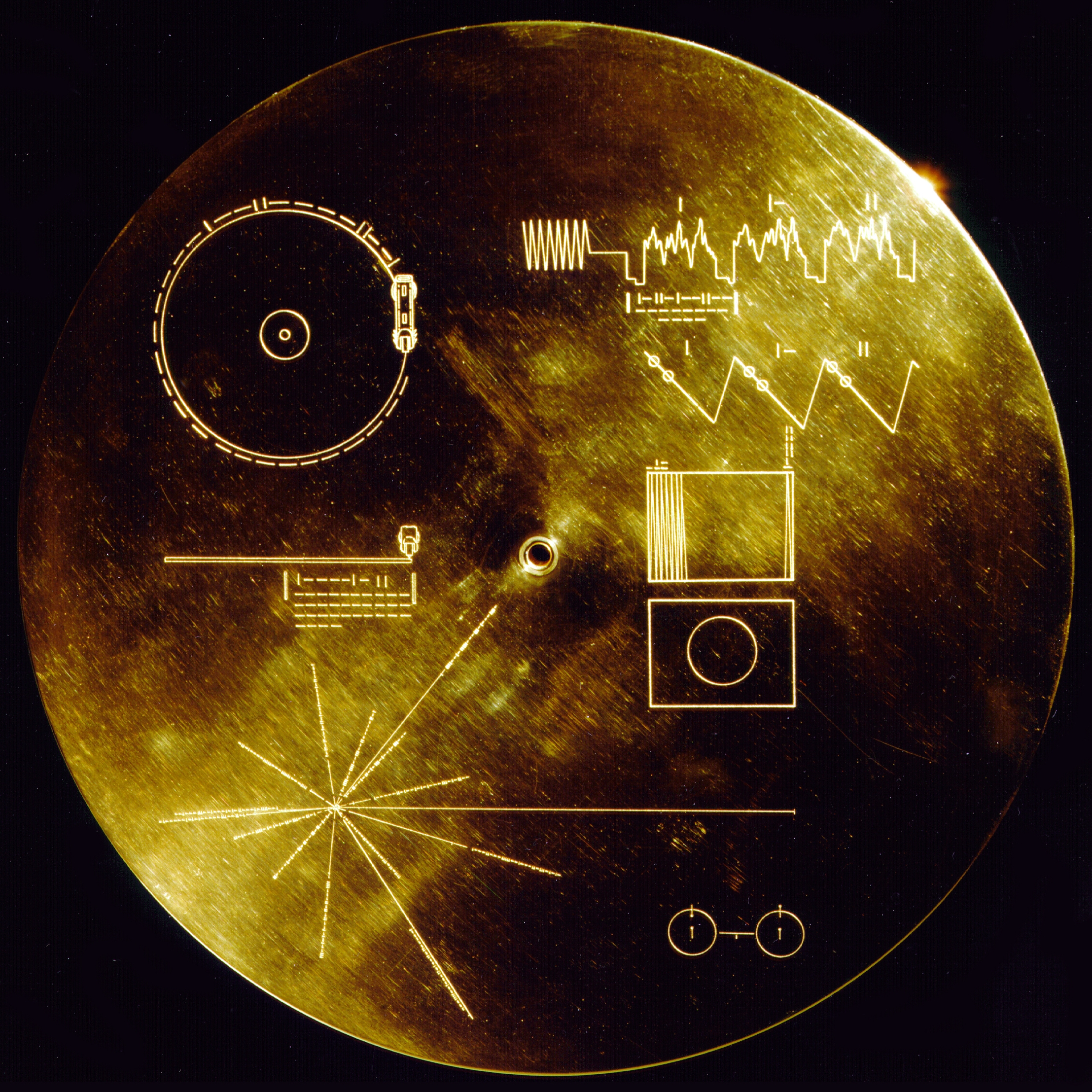
보이저 금제 음반 뒷면

능동적 외계 지능 찾기(영어: Active Search for Extra-Terrestrial Intelligence; Active SETI)는 외계인을 찾아 나서는 SETI 프로젝트의 방법으로 외계인에게 메시지를 보내서 그들의 응답을 받는 방법이다. 이와 반대되는 개념으로 수동적 외계 지능 찾기(Passive SETI)가 있다.

## 물체 전달 정보
| 물체 이름         | 탑재 위성       | 항해 방향              | 발사일          | 도착 예정일    | 최후 교신일             | 예측 현위치                                               | 주석  |
| ----------------- | --------------- | ---------------------- | --------------- | -------------- | ----------------------- | --------------------------------------------------------- | ----- |
| 파이어니어 금속판 | 파이어니어 10호 | 황소자리 알데바란 인근 | 1972년 3월 3일  | 약 2,000,000년 | 2003년 1월 23일         | *                                                         | [ 2 ] |
| 파이어니어 금속판 | 파이어니어 11호 | 방패자리 인근          | 1973년 4월 6일  | *              | 1995년 9월 30일         | 2012년 지구에서 127억km                                   | [ 3 ] |
| 보이저 금제 음반  | 보이저 1호      | *                      | 1977년 9월 5일  | *              | 교신 중 2025년까지 가능 | 2015년 태양권덮개 돌파 성간 공간 진입 태양에서 약 195억km | [ 4 ] |
| 보이저 금제 음반  | 보이저 2호      | *                      | 1977년 8월 20일 | *              | 교신 중 2025년까지 가능 | 2015년 태양권덮개 이동중 태양에서 약 160억km              |       |

## 메시지 발신 정보

1974년 11월 SETI가 보낸 아레시보 메시지. 밑에서부터 망원경, 태양계, 인류에 대한 정보, DNA의 분자, 세포핵, 중요 화학 원소, 수의 표현

| 메시지 이름          | 목표 천체       | 천체 명명            | 소속 별자리      | 발신일           | 도착 예정일 |
| -------------------- | --------------- | -------------------- | ---------------- | ---------------- | ----------- |
| 아레시보 메시지      | 허큘리스 대성단 | NGC 6205             | 허큘리스자리     | 1974년 11월 16일 | 약 27,000년 |
| NASDA Cosmic-College | 스피카          | Alpha Vir            | 처녀자리         | 1997년 8월       | 2247년      |
| Cosmic Call 1        | 백조자리 16     | HD 186408            | 백조자리         | 1999년 5월 24일  | 2069년 11월 |
| Cosmic Call 1        | 화살자리 15     | HD 190406            | 화살자리         | 1999년 6월 30일  | 2057년 2월  |
| Cosmic Call 1        | *               | HD 178428            | 화살자리         | 1999년 6월 30일  | 2067년 10월 |
| Cosmic Call 1        | 글리제 777      | HD 190360            | 백조자리         | 1999년 7월 1일   | 2051년 4월  |
| Teen Age Message     | *               | HD 197076            | 돌고래자리       | 2001년 8월 29일  | 2070년 2월  |
| Teen Age Message     | 큰곰자리 47     | HD 95128             | 큰곰자리         | 2001년 9월 3일   | 2047년 7월  |
| Teen Age Message     | 쌍둥이자리 37   | HD 50692             | 쌍둥이자리       | 2001년 9월 3일   | 2057년 12월 |
| Teen Age Message     | *               | HD 126053            | 처녀자리         | 2001년 9월       | 2059년 1월  |
| Teen Age Message     | *               | HD 76151             | 바다뱀자리       | 2001년 9월 4일   | 2057년 5월  |
| Teen Age Message     | *               | HD 193664            | 용자리           | 2001년 9월 4일   | 2059년 1월  |
| Cosmic Call 2        | *               | HIP 4872             | 카시오페이아자리 | 2003년 7월 6일   | 2036년 4월  |
| Cosmic Call 2        | *               | HD 245409            | 오리온자리       | 2003년 7월 6일   | 2040년 8월  |
| Cosmic Call 2        | 게자리 55       | HD 75732             | 게자리           | 2003년 7월 6일   | 2044년 5월  |
| Cosmic Call 2        | *               | HD 10307             | 안드로메다자리   | 2003년 7월 6일   | 2044년 9월  |
| Cosmic Call 2        | 큰곰자리 47     | HD 95128             | 큰곰자리         | 2003년 7월 6일   | 2049년 5월  |
| Across the Universe  | 폴라리스        | HIP 11767            | 큰곰자리         | 2008년 2월 4일   | 2439년      |
| A Message From Earth | 글리제 581      | HIP 74995            | 천칭자리         | 2008년 10월 9일  | 2029년      |
| Hello From Earth     | 글리제 581      | HIP 74995            | 천칭자리         | 2009년 8월 28일  | 2030년      |
| RuBisCo Stars        | 양자리 TZ       | GJ 83.1              | 양자리           | 2009년 11월 7일  | 2024년      |
| RuBisCo Stars        | 티가든의 별     | SO J025300.5 +165258 | 양자리           | 2009년 11월 7일  | 2022년      |
| RuBisCo Stars        | 고래자리 카파¹  | GJ 137               | 고래자리         | 2009년 11월 7일  | 2039년      |
| Wow! Reply           | *               | HIP 34511            | 쌍둥이자리       | 2012년 8월 15일  | 2163년      |
| Wow! Reply           | 쌍둥이자리 37   | HD 50692             | 쌍둥이자리       | 2012년 8월 15일  | 2069년      |
| Wow! Reply           | 게자리 55       | HD 75732             | 게자리           | 2012년 8월 15일  | 2053년      |
| Lone Signal          | GJ 526          | HD 119850            | 목동자리         | 2013년 7월 10일  | 2031년      |

## 비판과 논란

### 지구인 노출
스티븐 호킹은 2010년 8월 4일 우주와 같은 큰 영역에 지구만이 유일한 생명체 진화의 공간이라고 보긴 어렵다는 주장을 하며 "외계인들은 고향별의 모든 자원을 소진하고 식민지로 삼을 별을 찾아다닐 것으로 상상된다. 이로 인해 이들을 만나는 것은 우리에게 재앙이다."고 말했다. 이러한 추측으로 우주로 지구인의 메시지를 보내는 '능동적 외계 지능 찾기' 방법은 적대적이고 위험한 외계인에게 지구 인류를 노출시킬 수 있다는 비판으로 이어지고 있다. 하지만 반대로 외계 생명체의 전파를 감지할 가능성이 극히 미미하기에 그와 같은 걱정은 기우라는 반대 의견도 존재하는 등 의견이 분분하다.

## 같이 보기
- SETI@home
- Wow! 신호